# Colóquio (revistas)
Colóquio é a designação comum a um conjunto de revistas, publicadas pela Fundação Calouste Gulbenkian, Lisboa, desde Janeiro de 1959, dedicadas a diversas áreas do conhecimento: artes, letras, ciências, educação e sociedade.

## Colóquio – Revista de Artes e Letras
A primeira série da revista intitulava-se Colóquio, Revista de Artes e Letras e foi publicada entre Janeiro de 1959 (nº 1) e Dezembro de 1970 (nº 61). Direção de Reynaldo dos Santos (e também de José-Augusto França, a partir de Fevereiro de 1970) para a área artística; direção de Hernâni Cidade (e também de Jacinto do Prado Coelho, a partir de Fevereiro de 1970) para a área literária. Os primeiros números tiveram direção gráfica de Bernardo Marques. 
Em Fevereiro de 1971 a revista voltou a publicar-se, subdividida em duas publicações separadas: Colóquio/Artes e Colóquio/Letras.

## Colóquio/Artes
Colóquio/Artes foi dirigida por José-Augusto França, coadjuvado por Carlos de Pontes Leça para as áreas da música, bailado, teatro e cinema, apresentando Fernando Azevedo como consultor artístico. Teve periodicidade bimestral, (interrompida em Agosto de 1977), e trimestral a partir de 1978, tendo sido publicados 111 números até Dezembro de 1996, data do termo da publicação. Ao longo dos seus 26 anos de existência, Colóquio/Artes deu continuidade à publicação inicial, regendo-se por princípios de abertura, tolerância e diversidade, tendo contado com um vasto leque de colaboradores.

## Colóquio/Letras
Colóquio/Letras resultou (tal como a Colóquio/Artes), da cisão da Colóquio – Revista de de Artes e Letras; o 1º número saíu em Março de 1971. A revista foi dirigida por Hernâni Cidade (1971-75) em conjunto com Jacinto do Prado Coelho (1971-84); por David Mourão-Ferreira (1984-92); por Joana Morais Varela (1996-08); por Nuno Júdice (desde 2009). Inicialmente de periodicidade bimestral, passou a trimestral em 1992 e a  quadrimestral em 2009.
Contando com um vasto leque de colaboradores, a Colóquio/Letras tem um carácter vincadamente ensaístico, admitindo uma grande pluralidade de pontos de vista, incluindo quer artigos de investigação quer leituras críticas da actualidade editorial. A Colóquio/Letras "publica inéditos de poesia e ficção de autores contemporâneos, consagrados e jovens, traduções de poesia e partes de espólios literários de autores do passado, procurando levar a uma revalorização de escritores esquecidos e pouco estudados. Dedica-se quase em exclusivo às literaturas de língua portuguesa, o que abrange não só a nossa mas também a brasileira, as africanas de expressão portuguesa e a galega (tendo esta sido matéria de dois números publicados em 1996)".

## Colóquio/Ciências e Colóquio/Educação e Sociedade
Outras revistas editadas pela Fundação Calouste Gulbenkian: Colóquio/Educação e Sociedade (1º número editado em 198...), diretor João José Fraústo da Silva; Colóquio/Ciências – Revista de Cultura Científica, diretor João Andrade e Silva e, depois, José Moreira Araújo (1º número editado em fevereiro de 1988).